# Kirazlık, Erfelek
Kirazlık là một xã thuộc huyện Erfelek, tỉnh Sinop, Thổ Nhĩ Kỳ. Dân số thời điểm năm 2011 là 282 người.